# Кам'янобрідська селищна рада
Кам'янобрі́дська се́лищна ра́да (до 1938 року — Кам'янобрідська сільська рада) — колишня адміністративно-територіальна одиниця та орган місцевого самоврядування в Баранівському, Довбишському, Дзержинському, Новоград-Волинському районах і Новоград-Волинській міській раді Волинської округи, Київської і Житомирської областей УРСР та України. Адміністративний центр — селище міського типу Кам'яний Брід.

## Загальні відомості
- Територія ради: 77,878 км²

## Населені пункти
Селищній раді були підпорядковані населені пункти:
- смт Кам'яний Брід
- с. Дібрівка
- с. Жовте
- с. Тартак
- с. Червонодвірка

## Населення
Кількість населення ради, станом на 1923 рік, становила 2 606 осіб, кількість дворів — 584.
Кількість населення ради, станом на 1931 рік, становила 1 451 особу.
Відповідно до результатів перепису населення СРСР, кількість населення ради, станом на 12 січня 1989 року, становила 3 478 осіб.
Станом на 5 грудня 2001 року, відповідно до перепису населення України, кількість мешканців селищної ради становила 3 215 осіб.

## Склад ради
Рада складалась з 20 депутатів та голови.
- Голова ради: Ткаченко Микола Альфредович
- Секретар ради: Кирилюк Олена Архипівна

### Керівний склад попередніх скликань
| Прізвище, ім'я, по батькові | Основні відомості                                  | Дата обрання | Дата звільнення |
| --------------------------- | -------------------------------------------------- | ------------ | --------------- |
| Ткаченко Микола Альфредович | Селищний голова, 1962 року народження, освіта вища | 26.03.2006   | 31.10.2010      |
| Ткаченко Микола Альфредович | Селищний голова, 1962 року народження, освіта вища | 31.10.2010   |                 |

Примітка: таблиця складена за даними сайту Верховної Ради України

### Депутати
За результатами місцевих виборів 2010 року депутатами ради стали:

#### За суб'єктами висування
| Суб'єкт висування | Кількість обраних депутатів | %  |
| ----------------- | --------------------------- | -- |
| Самовисування     | 12                          | 60 |
| Партія регіонів   | 8                           | 40 |

#### За округами
| № округу        | Прізвище, ім'я, по батькові       | Дата визнання обраним | Освіта             | Партійна приналежність                                          | Відомості про обраного депутата                         |
| --------------- | --------------------------------- | --------------------- | ------------------ | --------------------------------------------------------------- | ------------------------------------------------------- |
| Партія регіонів |                                   |                       |                    |                                                                 |                                                         |
| 1               | Клусович Світлана Феліксівна      | 05.11.2010            | середня            | позапартійна                                                    | Барановський територіальний центр, соціальний працівник |
| 3               | Дигас Наталія Василівна           | 05.11.2010            | середня спеціальна | позапартійна                                                    | тимчасово не працює                                     |
| 4               | Курдій Володимир Васильович       | 05.11.2010            | середня            | позапартійний                                                   | підприємець                                             |
| 7               | Кравчук Олег Леонідович           | 05.11.2010            | середня            | позапартійний                                                   | тимчасово не працює                                     |
| 14              | Шпичак Володимир Петрович         | 05.11.2010            | середня            | позапартійний                                                   | Продавець                                               |
| 17              | Черняхівська Вілена Іванівна      | 05.11.2010            | середня спеціальна | член Партії регіонів                                            | Баранівська відділення зв'язку, листоноша               |
| 18              | Сімак Аліна Мечиславівна          | 05.11.2010            | середня спеціальна | член Партії регіонів                                            | тимчасово не працює                                     |
| 19              | Лукіцький Володимир Леонідович    | 05.11.2010            | середня            | позапартійний                                                   | Кам'янобрідське лісництво, лісник                       |
| Самовисування   |                                   |                       |                    |                                                                 |                                                         |
| 2               | Мірошниченко Володимир Іванович   | 05.11.2010            | вища               | член Народної партії                                            | Кам'янобрідське лісництво, лісничий                     |
| 5               | Василевич Наталія Олександрівна   | 05.11.2010            | середня спеціальна | член Народної партії                                            | Кам'янобрідське лісництво, помічник лісничого           |
| 6               | Словачевський Володимир Томашович | 05.11.2010            | середня спеціальна | позапартійний                                                   | ВАТ «Укртелеком», електромонтер                         |
| 8               | Кирилюк Олена Архипівна           | 05.11.2010            | середня спеціальна | член «Жінки за майбутнє» Всеукраїнського політичного об'єднання | Кам'янобрідська селищна рада, секретар                  |
| 9               | Бортнік Сергій Михайлович         | 05.11.2010            | середня спеціальна | член Народної партії                                            | Кам'янобрідське лісництво, лісник                       |
| 10              | Черкавський Павло Станіславович   | 05.11.2010            | середня спеціальна | позапартійний                                                   | Кам'янобрідське лісництво, майстер лісу                 |
| 11              | Музика Катерина Дмитрівна         | 05.11.2010            | вища               | позапартійна                                                    | тимчасово не працює                                     |
| 12              | Вітренко Володимир Левкович       | 05.11.2010            | середня спеціальна | позапартійний                                                   | Кам'янобрідське лісництво, майстер лісу                 |
| 13              | Пашковська Ніна Генріхівна        | 05.11.2010            | вища               | позапартійна                                                    | Кам'янобрідська загальноосвітня школа, вчитель          |
| 15              | Ветеркова Галина Йосипівна        | 05.11.2010            | середня спеціальна | член Політичної партії «Українська платформа»                   | ДНЗ «Лісова казка», завхоз                              |
| 16              | Купрійчук Валентина Михайлівна    | 05.11.2010            | середня спеціальна | член Політичної партії «Українська платформа»                   | Кам'янобрідська сільська рада, бухгалтер                |
| 20              | Лавренчук Тетяна Валеріївна       | 05.11.2010            | середня спеціальна | позапартійна                                                    | ДНЗ «Лісова казка», вихователька                        |

## Історія
Раду було утворено 1923 року як сільську, в межах населених пунктів Кам'яний Брід, Дерманка, Золоток, Красний Двір та Ріг Рогачівської волості Новоград-Волинського повіту. 19 серпня 1925 року було передано до складу створюваного Довбишського району села Дерманку та Ріг, включено до складу ради с. Жовте Тартакської сільської ради. 5 березня 1929 року села Жовте та Червоний Двір були передані до складу Острожецької сільської ради.
20 жовтня 1938 року реорганізована до рівня селищної ради. 5 березня 1959 року до складу ради були включені села Тартак, Жовте та Червоний Двір ліквідованої Тартакської сільської ради.
Станом на 1 вересня 1946 року селищна рада входила до складу Довбишського району Житомирської області, на обліку в раді перебувало смт Кам'яний Брід.
11 серпня 1954 року, внаслідок виконання указу Президії Верховної ради УРСР «Про укрупнення сільських рад по Житомирській області», до складу ради включене с. Дібровка ліквідованої Дібровської сільської ради Довбишського району. 5 лютого 1965 року, Указом Президії Верховної Ради Української РСР, передано Кам'яно-Брідську селищну раду Дзержинського району до складу Новоград-Волинського району.
Станом на 1 січня 1972 року селищна рада входила до складу Баранівського району Житомирської області, на обліку в раді перебували смт Кам'яний Брід та села Дібрівка, Жовте, Тартак і Червонодвірка.
У 2020 році, відповідно до розпорядження Кабінету Міністрів України № 711-р від 12 червня 2020 року «Про визначення адміністративних центрів та затвердження територій територіальних громад Житомирської області», територію ради було включено до складу Довбиської селищної територіальної громади Новоград-Волинського району Житомирської області.
Входила до складу Баранівського (7.03.1923 р., 28.11.1957 р., 8.12.1966 р.), Довбишського (Щорського, 14.05.1939 р.), Дзержинського (4.01.1965 р.), Новоград-Волинського (5.02.1965 р.) районів та Новоград-Волинської міської ради (30.12.1962 р.).